# Badepalle
Badepalle es una ciudad censal situada en el distrito de Mahbubnagar en el estado de Telangana (India). Su población es de 32598 habitantes (2011).

## Demografía
Según el censo de 2011 la población de Badepalle era de 32598 habitantes, de los cuales 16329 eran hombres y 16269 eran mujeres. Badepalle tiene una tasa media de alfabetización del 80,08%, superior a la media estatal del 67,02%: la alfabetización masculina es del 87,76%, y la alfabetización femenina del 72,46%.